# SÍ Sørvágur
El SÍ Sørvágur es un equipo de fútbol de las Islas Feroe que juega en la 3. deild, la cuarta división de fútbol en el país.

## Historia
Fue fundado el 17 de marzo de 1905 en la ciudad de Sørvágur y se unió a la Primera División de las Islas Feroe para el año 1945. Dos años después consigue ganar su primer y hasta el momento único título de liga, sobrepasando al B36 Tórshavn.
Posterior a eso, el club no ha vuelto a conseguir algún logro importante en fútbol, aunque en voleibol consiguieron el título nacional en el año 2005.

## Palmarés
- Primera División de las Islas Feroe: 1

1947
- 3. deild: 1

2003